# Polyrhachis xiphias
Polyrhachis xiphias är en myrart som beskrevs av Smith 1863. Polyrhachis xiphias ingår i släktet Polyrhachis och familjen myror. Inga underarter finns listade i Catalogue of Life.